# Куп пет нација 1996.
Куп пет нација 1996. (службени назив: 1996 Five Nations Championship) је било 102. издање овог најелитнијег репрезентативног рагби такмичења Старог континента. а 67. издање Купа пет нација. Било је ово прво издање шампионата Северне хемисфере откако је рагби 15 постао професионални спорт.
Турнир је освојила репрезентација Енглеске којој је ово била двадесет друга титула првака Европе у рагбију. "Црвене руже" су освојиле триплу круну пошто су победили острвске ривале Велс, Ирску и Шкотску, али им је Француска распршила снове о освајању Гренд слема.

## Учесници
Напомена:
Северна Ирска и Република Ирска наступају заједно.
|   | Селекција                      | Стадион                             | Селектор        |
| - | ------------------------------ | ----------------------------------- | --------------- |
| 1 | Рагби репрезентација Француске | Парк принчева, Париз (48 718)       | Жан-Клод Скрела |
| 2 | Рагби репрезентација Енглеске  | Стадион Твикенам, Лондон (82 000)   | Џек Роуел       |
| 3 | Рагби репрезентација Шкотске   | Стадион Марифилд, Единбург (67 144) | Џим Телфер      |
| 4 | Рагби репрезентација Велса     | Кардиф армс парк, Кардиф (65 000)   | Кевин Боуринг   |
| 5 | Рагби репрезентација Ирске     | Ленсдаун роуд, Даблин (48 000)      | Мареј Кид       |

## Такмичење

### Прво коло
Француска - Енглеска 15-12
Ирска - Шкотска 10-16

### Друго коло
Енглеска - Велс 21-15
Шкотска - Француска 19-14

### Треће коло
Француска - Ирска 45-10
Велс - Шкотска 14-16

### Четврто коло
Ирска - Велс 30-17
Шкотска - Енглеска 9-18

### Пето коло
Енглеска - Ирска 28-15
Велс - Француска 16-15

## Табела
|   | Селекција                      | ИГ | Д | Н | И | ПД | ПП  | ПР  | Б |  |
| - | ------------------------------ | -- | - | - | - | -- | --- | --- | - |  |
| 1 | Рагби репрезентација Енглеске  | 4  | 3 | 0 | 1 | 79 | 54  | +25 | 6 |  |
| 2 | Рагби репрезентација Шкотске   | 4  | 4 | 0 | 1 | 60 | 56  | +4  | 6 |  |
| 3 | Рагби репрезентација Француске | 4  | 2 | 0 | 2 | 89 | 57  | +32 | 4 |  |
| 4 | Рагби репрезентација Велса     | 4  | 1 | 0 | 3 | 62 | 82  | -20 | 2 |  |
| 5 | Рагби репрезентација Ирске     | 4  | 1 | 0 | 3 | 65 | 106 | -41 | 2 |  |

| Победник Купа пет нација 1996.                                   |
| ---------------------------------------------------------------- |
| Рагби репрезентација Енглеске 22. титула првака Европе у рагбију |

## Индивидуална стастика
Највише поена
- Пол Грејсон 64, Енглеска

Највише есеја
- Емиле Нтамак 3, Француска